# Pectinodiplosis erratica
Pectinodiplosis erratica är en tvåvingeart som först beskrevs av Ephraim Porter Felt 1908.  Pectinodiplosis erratica ingår i släktet Pectinodiplosis och familjen gallmyggor. Inga underarter finns listade i Catalogue of Life.